# جیمز کلارک (بازیکن فوتبال، زاده ۲۰۰۰)
جیمز کلارک (انگلیسی: James Clarke؛ زادهٔ ۲ آوریل ۲۰۰۰) بازیکن فوتبال است.
از باشگاه‌هایی که در آن بازی کرده‌است می‌توان به باشگاه فوتبال منزفیلد تاون اشاره کرد.
وی همچنین در تیم ملی فوتبال Republic of Ireland U18 بازی کرده‌است.